# Frank Borman
Frank Frederick Borman, II (Colonel, USAF, Retired; n. 14 martie 1928, Gary, Indiana, SUA – d. 7 noiembrie 2023, Billings, Montana, SUA) a fost un pilot al Forțelor Aeriene ale Statelor Unite ale Americii, inginer aeronautic, pilot de încercare și astronaut NASA, cunoscut în calitate de comandant al Apollo 8, prima misiune care a zburat în jurul Lunii, făcându-l, alături de colegii săi de echipaj Jim Lovell și Bill Anders, primul din cei doar 24 de oameni care au zburat pe orbita Lunii. Înainte de a zbura în programul Apollo, Borman a stabilit un record de durată de 14 zile de zbor spatial pe Gemini 7 și a făcut parte, de asemenea, din echipa care a investigat incendiul ce a afectat desfășurarea misiunii Apollo 1. După ce a părăsit NASA, a fost Chief Executive Officer (CEO) al Eastern Air Lines în perioada 1975-1986. Borman a fost decorat cu Medalia de Onoare a Congresului pentru activități spațiale.